# Заозёрный (Карелия)
Заозёрный (фин. Hyppösenmäki) — посёлок в Сортавальском районе Карелии, входит в состав Хаапалампинского сельского поселения.

## География
Посёлок находится на западном берегу озера Кармаланъярви и северном побережье озера Хюмпёлянъярви, на расстоянии 5 км к западу от города Сортавала, административного центра района.

## Население
| 2002 | 2009 | 2010 | 2013 |
| ---- | ---- | ---- | ---- |
| 558  | ↘550 | ↘498 | ↘484 |

## Улицы
| - пер. Дружбы, - ул. Заречная, - пер. Мира, | - ул. Новая, - ул. Победы, - ул. Центральная. |

## Достопримечательности
- Объект архитектуры — жилой дом конца XIX века.
- Памятник истории — братская могила советских воинов, погибших в годы Советско-финской войны (1941—1944).

## Галерея

Заозёрный
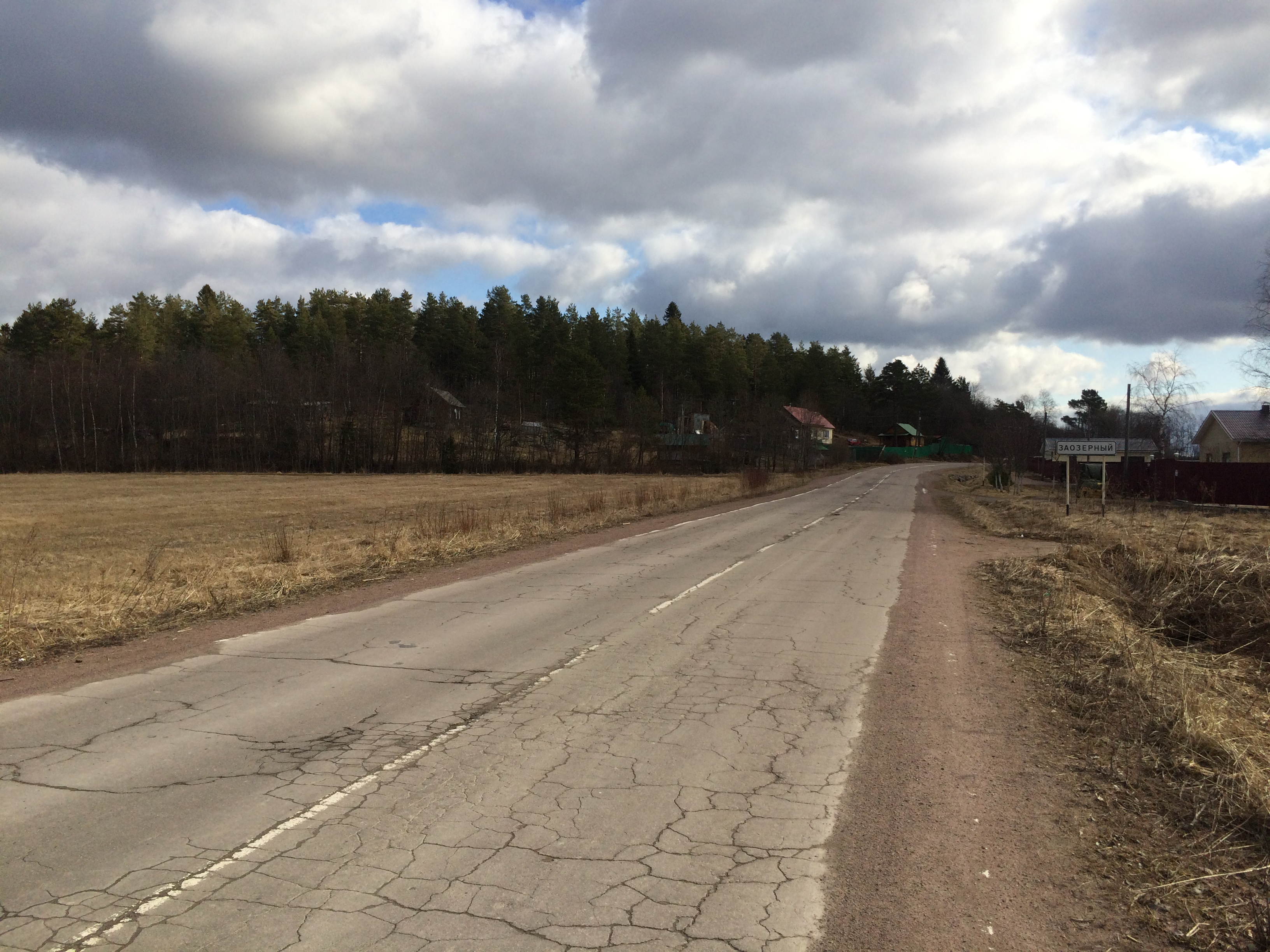
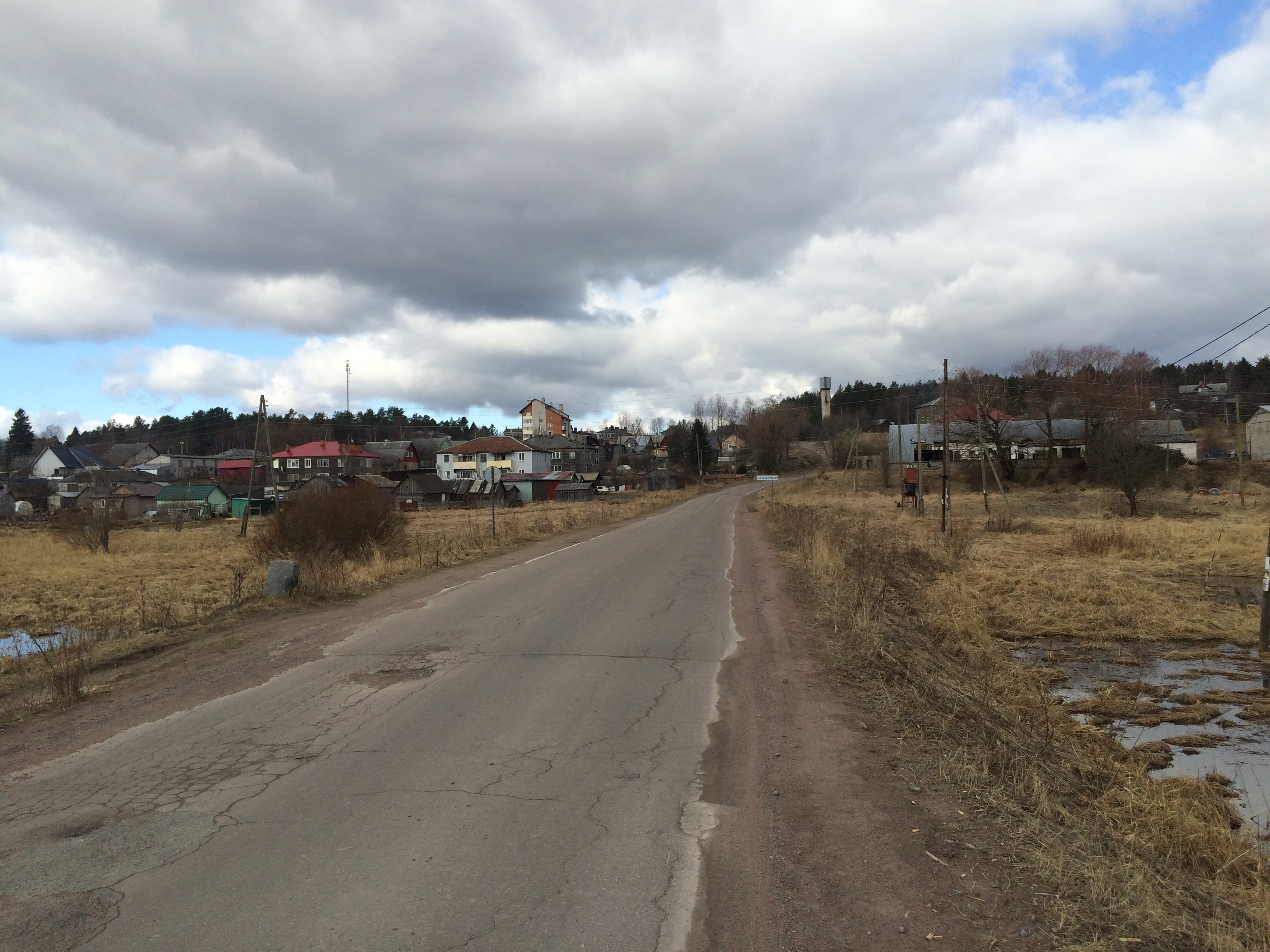
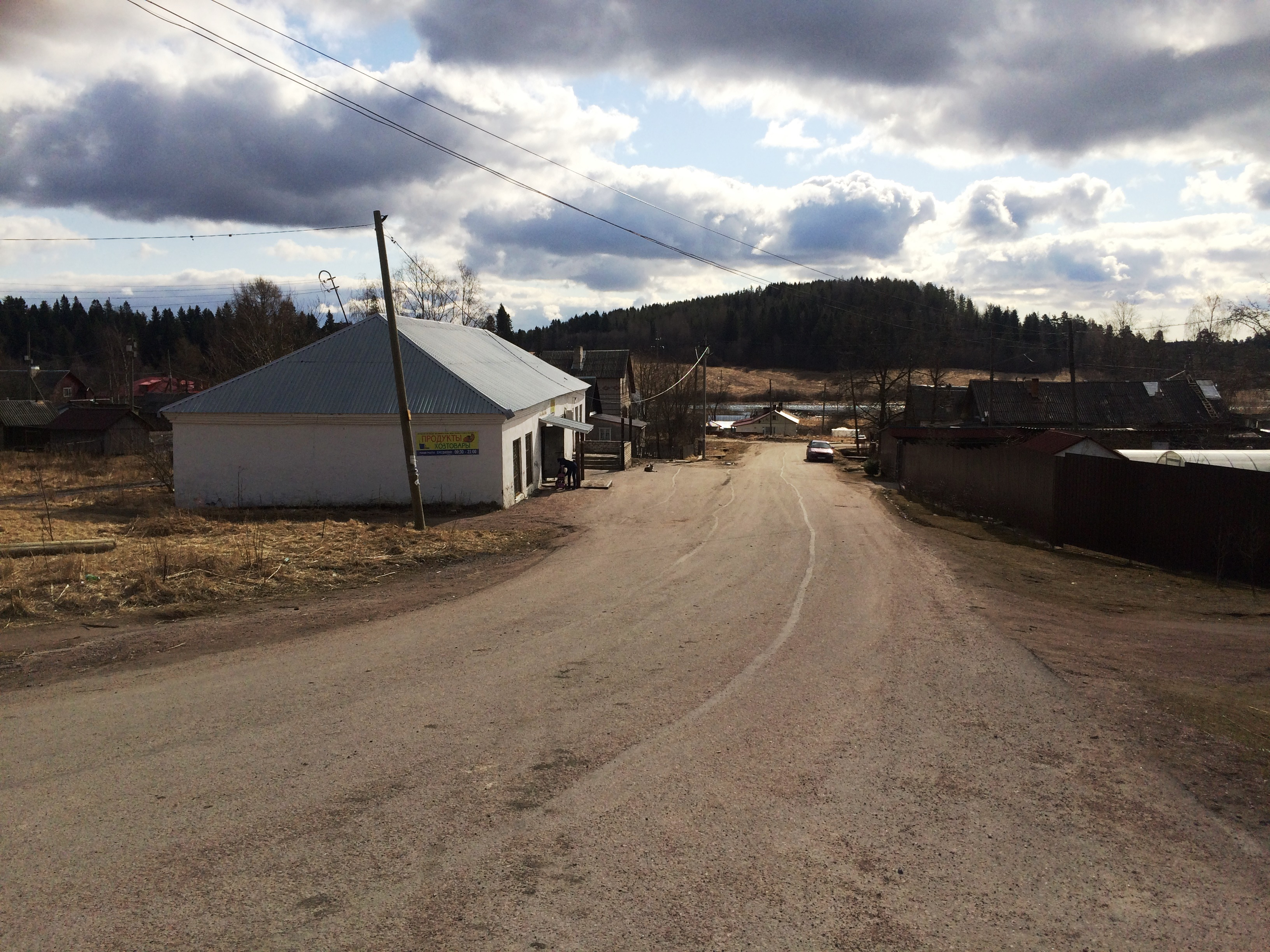
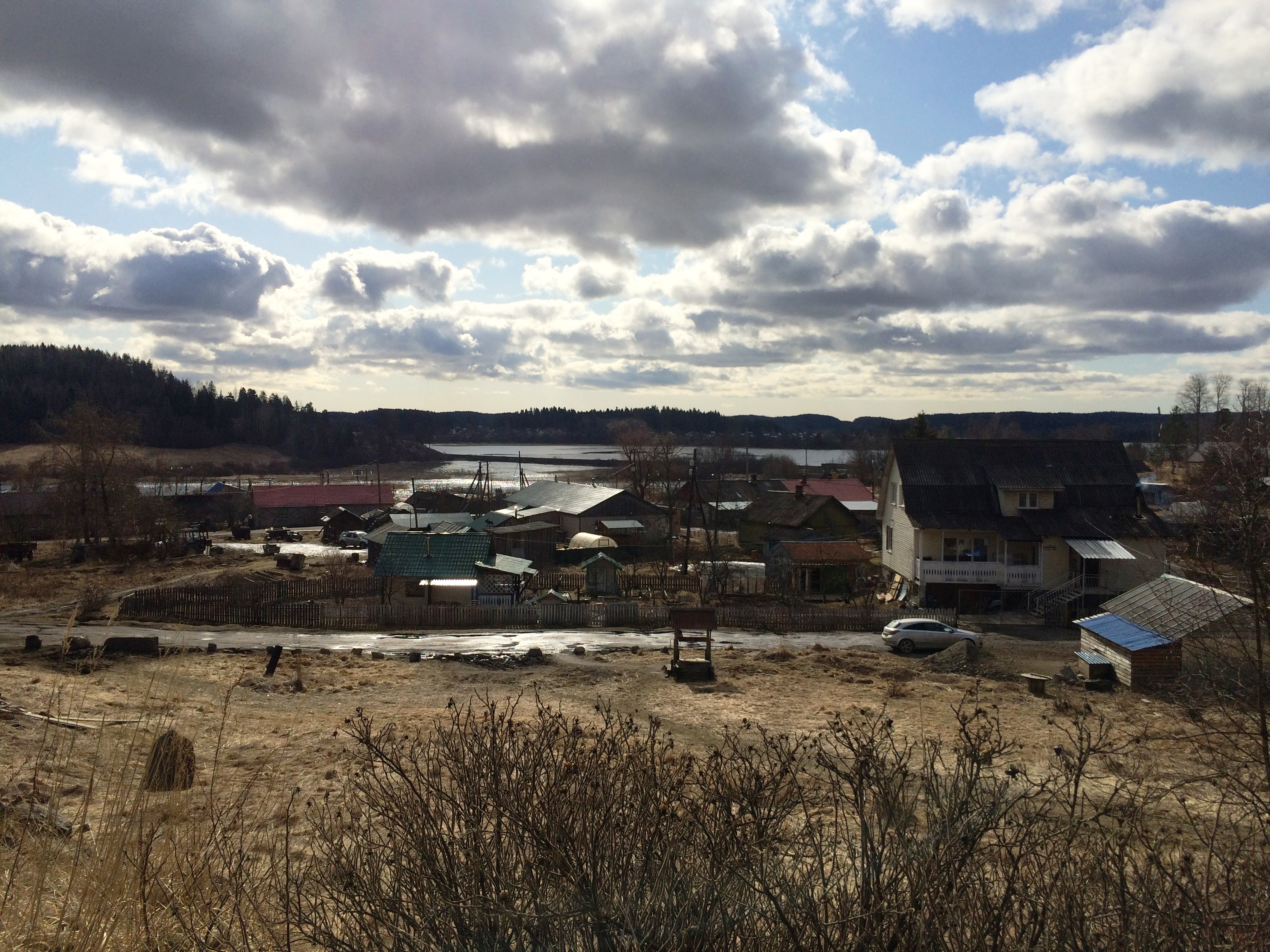